# Mégapode de Pritchard
Megapodius pritchardii
Espèce
Statut de conservation UICN

 VU D1+2 : Vulnérable
Le Mégapode de Pritchard (Megapodius pritchardii) est une espèce d'oiseaux de la famille des Megapodiidae. Il tient son nom du consul britannique William Thomas Pritchard.

## Répartition
Ce mégapode est actuellement endémique dans l'archipel des Tonga et, à un moment donné même, de la seule île de Niuafo'ou, où il est connu sous le nom de malau. C'est la seule, des quatre ou cinq espèces qui étaient présentes sur l'archipel avant l'arrivée de l'homme, restante à Tonga et dans toute la Polynésie. L'espèce avait autrefois une distribution plus importante et on la trouvait dans la plupart des îles des Tonga, Samoa et Niue. La cause de toutes ces extinctions et de cette baisse a été l'arrivée des humains sur les îles et la prédation sur les adultes et les œufs, ainsi que la prédation par les espèces introduites, comme le chat. La population humaine réduite de Niuafo'ou et l'éloignement de son habitat a probablement sauvé l'espèce.

## Habitat
Son habitat naturel est les forêts tropicales humides de plaine. Sur Niuafo'ou, on le trouve surtout dans la caldeira centrale.

## Reproduction

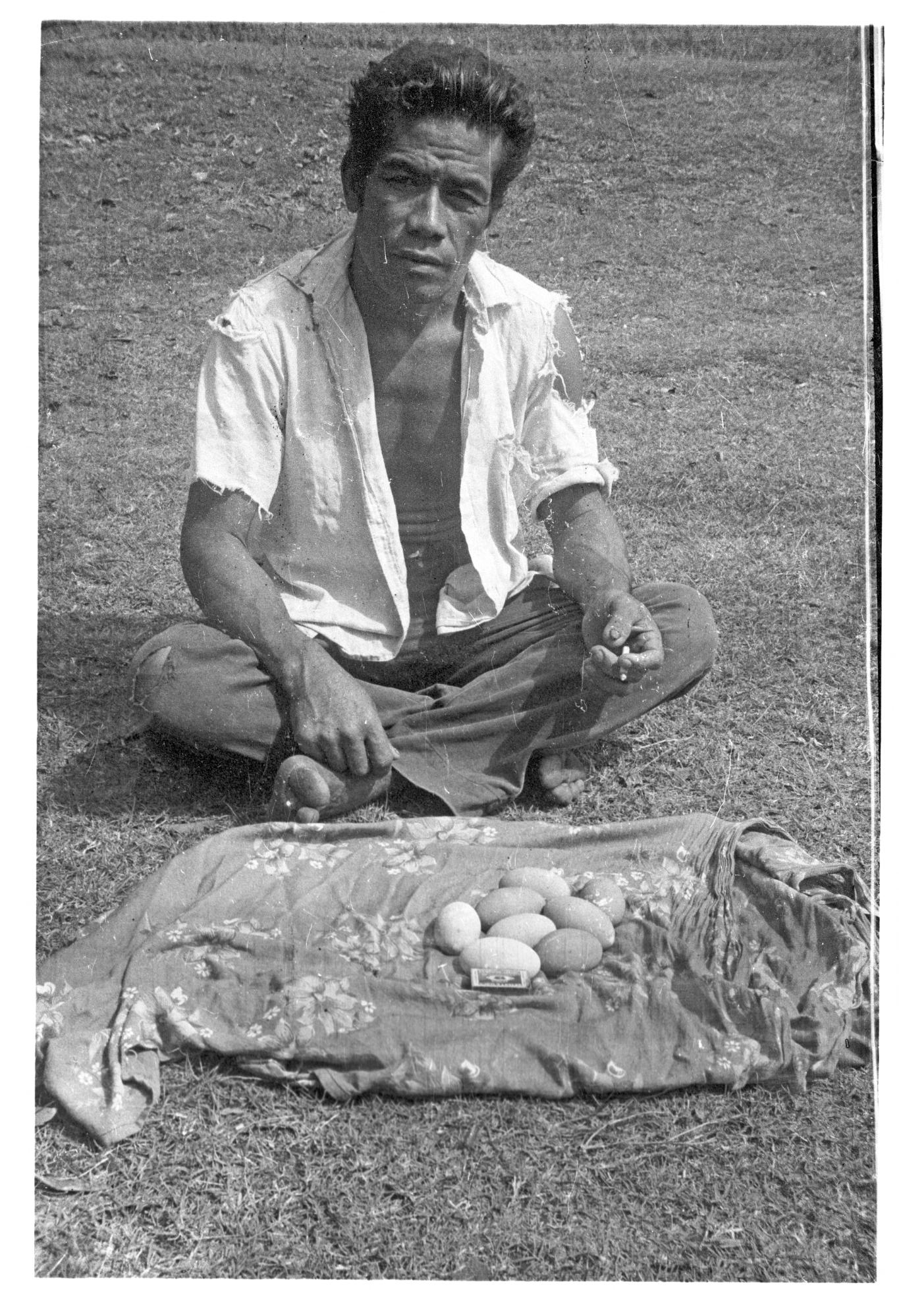
Des œufs du mégapode de Pritchard recueillis à Vai Lahi, sur l'île de Niuafoʻou en 1967.

Comme tous les mégapodes, il ne couve pas ses œufs en s'asseyant au-dessus mais les enfonce dans le sable chaud des sols volcaniques ce qui permet aux œufs de se développer. Sur les autres îles de ses anciens territoires sans volcans, il a sans doute construit des monceaux de végétation en décomposition et y a déposé ses œufs. Les jeunes oiseaux sont capables de voler immédiatement après l'éclosion.

## Conservation
Aujourd'hui, le Mégapode de Pritchard est toujours menacé de disparition par les mêmes facteurs qui ont provoqué son déclin dans le reste de la Polynésie. Ses œufs sont encore récoltés par les populations locales en dépit de la protection théorique du gouvernement et certaines activités de chasse continuent encore. L'espèce a apparemment une certaine protection par la difficulté à atteindre son habitat. En raison de la vulnérabilité de cette population unique, une tentative de translocation des œufs, vers de nouvelles îles inhabitées: Late et Fonualei a été menée, financée par le Brehm Fund. Le transfert a été réussi sur Fonualei et on estime de 350 à 500 le nombre d'oiseaux nichant là, mais le transfert sur Late a échoué.
Le nom d'espèce de cet oiseau a été choisi en référence au consul britannique William Thomas Pritchard.